# 巖窟王
《巖窟王》（日語：がんくつおう）是根據法國大文豪大仲馬的經典小說《基督山恩仇記》所改編的電視動畫，從2004年10月5日至2005年3月29日在日本播放，總共24集。動畫畫面充斥著獨特的迷幻風格，加上驚心動魄的劇情，令作品獲得2005年東京國際動畫博覽會優秀作品賞。後來作品也被改編成小說與漫畫。

## 故事簡介
巴黎的年輕貴族阿爾貝·德·莫爾賽夫子爵為了追求刺激，與好友法蘭茲·德皮利男爵一起前往月面都市來參加慶典。他們在那裡遇見一位自稱是基督山伯爵的神祕人物，阿爾貝·德·莫爾賽夫對伯爵相當好奇，並逐漸與他互相往來，不過這件事的背後似乎有著不為人知的陰謀。

## 主要角色
- 基督山伯爵（Le Comte de Monte-Cristo、配音員：中田讓治）

自稱來自東方宇宙，擁有巨大的財富，真正的身分其實是於二十五年前遭到弗南特·德·莫爾賽夫誣陷入獄的愛德蒙·唐泰森，在伊夫堡監獄中遇見了岩窟王，以自己的身體為代價，取得了岩窟王的力量與智慧，在逃離伊夫堡之後，展開了他的復仇。其財富之荒唐，能瞬間讓巴黎的股市慘跌，行館的裝潢更是運用大量的黃金。
- 海黛·鐵貝林（Haydée、配音員：矢島晶子）

與基督山伯爵的關係極為親密，擅長彈奏豎琴。原為一偏遠行星的公主，受到弗南特的陷害，一夕之間家破人亡，更被弗南特賣到死敵的手中，後被基督山伯爵買下。海黛·鐵貝林對弗南特極為贈恨，因此在總統大選前，將弗南特的身世跟行徑公諸於世，令弗南特身敗名裂。
- 阿爾貝·德·莫爾賽夫子爵（Le Vicomte Albert de Morcerf、配音員：福山潤）

15歲，是一位巴黎的年輕貴族，也是弗南特·德·莫爾賽夫將軍之子，個性活潑開朗，但也相當衝動與任性，是個沒見過風浪的大少爺。在與基督山伯爵相遇之後，遭受到種種的磨難，使人格終於完熟。
- 尤珍妮·丹格拉爾（Eugénie de Danglars、配音員：中村千繪）

阿爾貝的青梅竹馬，與他從小就有婚約在身。雖然是貴族間的政治聯姻關係，但是尤珍妮是真心的喜歡阿爾貝。彈得一手好琴，夢想是成為鋼琴師。對於父親只在乎錢、母親複雜的男女關係相當厭煩，最後在阿爾貝的幫助下逃離巴黎前往紐約一圓自己的鋼琴家夢想。
- 法蘭茲·德皮利男爵（Le Baron Franz d'Epinay、配音員：平川大輔）

阿爾貝與尤珍妮的青梅竹馬，總是給予阿爾貝正確的建議與幫助，但也時常遭阿爾貝白眼。身分是一名落魄貴族，代替阿爾貝與基督山伯爵決鬥，死在基督山伯爵的劍下，令阿爾貝相當自責。
- 馬格西米里安·莫雷爾（Maximilien Morrel、配音員：稻田徹）

宇宙騎兵上尉，對瓦朗蒂娜·維爾福有著好感。因為出身於愛德蒙(基督山伯爵)過去的船東家，所以還保留了些許關於愛德蒙的紀錄。
- 瓦朗蒂娜·維爾福（Valentine de Villefort、配音員：三浦純子）

馬格西米里安·莫雷爾的女友，也是巴黎高等法院法官格拉德·維爾福之女。本來與法蘭茲有婚約，但是法蘭茲支持她與馬克西米里安在一起，更幫助她與馬克西米里安私奔。
- 格拉德·維爾福（Gerard de Villefort Procureur-général、配音員：秋元羊介）

巴黎巴黎高等法院的首席法官，也是瓦朗蒂娜·維爾福之父。25年前，因為截獲愛德蒙(基督山伯爵)持有關於王子死因的書信，內容牽涉到自己的父親，遂鋌而走險與弗南特等人合謀，將愛德蒙關到荒涼的宇宙監獄，最終被自己的私生子當眾刺死。
- 弗南特·德·莫爾賽夫/弗南特·蒙哥台（Le Général Fernand de Morcerf/Fernand Mondego、配音員：小杉十郎太）

阿爾貝的父親，也是宇宙軍的將軍，擁有雄厚的財富與權利，目前正積極的籌備總統大選。對美賽蒂斯十分專情，因此陷害愛德蒙(基督山伯爵)入獄，並與共謀者大發戰爭財，買下貴族頭銜遷居巴黎，成為巴黎的三巨頭之一。雖然不擇手段，但是卻相當愛護自己的妻子、兒子，最後與基督山伯爵展開對決後對自己過去的所作所為感到後悔而選擇在其摯友的遺體旁同歸於盡。
- 美賽蒂絲·莫爾賽夫（Mercédès de Morcerf、配音員：井上喜久子）

阿爾貝的母親，曾經與基督山伯爵有過婚約，後來與弗南特·德·莫爾賽夫結婚。在基督山伯爵出現後，徘徊在兒子、丈夫還有基督山伯爵之間無法決斷，加上兒子將摯友的死怪罪在她頭上，因此離家出走回到故鄉馬賽。
- 維多利亞·丹格拉爾（Victoria de Danglars、配音員：松井菜櫻子）

尤珍妮·丹格拉爾的母親，有複雜的男女關係，年輕的時候甚至與格拉德偷情懷有一子。在丈夫的默許下，與呂西安暗通款曲，甚至想要勾搭基督山伯爵，最後發現自己與私生子亂倫後，精神崩潰。
- 呂西安·德布雷（Lucien Debray、配音員：土門仁）

內務省一等書記官，法蘭茲、阿爾貝等人的好友，擁有貴族的優越感。雖然私下行為不檢點，但是對朋友相當有義氣，在各方面給予法蘭茲還有阿爾貝協助。
- 佩波（Peppo、配音員：中原麻衣）

原先是Luna上的盜賊團成員，後成為阿爾貝家中的僕人，是阿爾貝的初戀，自身也喜歡阿爾貝。真實身分是基督山伯爵用來監視阿爾貝的棋子。看上去雖然是個女孩，但其實是男人，後來幫助阿爾貝讓尤珍妮前往紐約。
- 安德烈·卡瓦爾安蒂侯爵（ Andrea Cavalcanti 、配音員：關智一）

基督山伯爵特意創造出來的人，偽裝成有錢的貴族，本來是一個罪犯，基督山伯爵用來打擊仇人的棋子。真實身分是格拉德與維多利亞的私生子，當年被活埋後又被僕人救出，多次犯罪被捕後受到基督山伯爵操縱，一度被補入獄後來當眾刺死自己的親生父親，不久後逃獄並成為通緝犯。
- 貝爾徒騰（Baptistin、配音員：飛田展男）

基督山伯爵宅邸的管家，也是一位有力的助手。

## 製作人員
- 製作：稻田浩之、石川真一郎
- 企畫：永田勝治、村濱章司
- 企畫原案・人物原案・監督：前田真宏
- 系列構成：神山修一
- 脚本：神山修一、有原由良、高橋ナツコ、山下友弘
- 人物設計：松原秀典
- 友情設計：小林誠
- 美術監督：佐佐木洋、竹田悠介
- 色彩設計：村田惠里子
- 3DCGIディレクター：塩野秀光、下山博嗣
- 攝影監督：荻原猛夫
- 編集：重村建吾 （樂音舎）
- 音響監督：鶴岡陽太
- 音響制作：樂音舎
- 音樂：Jean-Jacques Burnel
- 音樂制作：フューチャービジョン・ミュージック
- 音樂制作協力：ビクターエンターテインメント
- 音樂製片：藤田純二
- 動畫制作：GONZO
- 製作：MEDIA FACTORY、GDH
- 製作：／tv asahi

## 主題曲
- 片頭曲

作詞・作曲：Jean-Jacques Burnel，編曲：Jean-Jacques Burnel & Loule Nicastro，演奏：Jean-Jacques Burnel
- 片尾曲

作詞・作曲：Jean-Jacques Burnel，編曲：Jean-Jacques Burnel & Loule Nicastro，演奏：Jean-Jacques Burnel

## 每話標題
| 話數       | 中文標題               | 日文標題                           | 脚本                | 分鏡              | 演出              | 作畫監督                     |
| ---------- | ---------------------- | ---------------------------------- | ------------------- | ----------------- | ----------------- | ---------------------------- |
| 第一幕     | 相遇在旅行的盡頭       | 旅の終わりに僕らは出会う           | 神山修一 有原由良   | 前田真宏          | 紅優              | 松原秀典                     |
| 第二幕     | 月亮上的旭日昇起之時   | 月に朝日が昇るまで                 | 神山修一            | 前田真宏          | 中山勝一          | 鈴木俊二                     |
| 第三幕     | 5/22、風暴             | 5/22、嵐                           | 神山修一            | 窪岡俊之          | 平池芳正          | 石本英治                     |
| 第四幕     | 母親的秘密             | 母の秘密                           | 高橋ナツコ          | 福田道生          | 唐戸光博          | Lee Jong Hyun Kwon Eun Kyung |
| 第五幕     | 你愛你的未婚妻嗎?      | あなたは婚約者を愛していますか     | 高橋ナツコ          | 加藤敏幸          | 山田弘和          | Kim Dong-Joon                |
| 第六幕     | 我的憂鬱、她的憂鬱     | 僕の憂鬱、彼女の憂鬱               | 山下友弘            | 福田道生          | [和田高明         | [和田高明                    |
| 第七幕     | 秘密的花園             | 秘蜜の花園                         | 神山修一            | 鵜飼ゆうき        | 鵜飼ゆうき        | 熊膳貴志                     |
| 第八幕     | 布洛紐之夜             | ブローニュの夜                     | 神山修一            | 若林厚史          | 岡崎幸男          | 濱川修二郎                   |
| 第九幕     | 黑色的夢               | 闇色の夢を見た                     | 高橋ナツコ          | 若林厚史          | 瀬尾康博          | 瀬尾康博                     |
| 第十幕     | 愛德蒙的信             | エドモンからの手紙                 | 山下友弘            | 窪岡俊之          | 唐戸光博          | Lee Jong Hyun                |
| 第十一幕   | 解除婚約               | 婚約、破談                         | 山下友弘            | 福田道生          | 山田弘和          | Kim Dong-joon                |
| 第十二幕   | 安可                   | アンコール                         | 高橋ナツコ 有原由良 | 前田真宏          | 中山勝一          | 鈴木俊二                     |
| 第十三幕   | 海黛                   | エデ                               | 神山修一 有原由良   | 宮尾佳和 前田真宏 | 和田高明          | 和田高明                     |
| 第十四幕   | 徬徨的心               | さまよう心                         | 山下友弘 有原由良   | 加藤敏幸          | 佐藤英一          | 松本卓也                     |
| 第十五幕   | 幸福的結束、真相的開始 | 幸せの終わり、真実の始まり         | 高橋ナツコ 有原由良 | 窪岡俊之          | 神戸洋行          | 濱川修二郎                   |
| 第十六幕   | 醜聞                   | スキャンダル                       | 神山修一 有原由良   | 福田道生          | 岡崎幸男          | Lee Jong Hyun                |
| 第十七幕   | 告白                   | 告白                               | 有原由良            | 前田真宏          | 山田弘和          | 松原秀典 鈴木俊二            |
| 第十八幕   | 決鬥                   | 決闘                               | 有原由良            | 前田真宏          | 唐戸光博          | 恩田尚之                     |
| 第十九幕   | 即使我不再是我         | たとえ、僕が僕でなくなったとしても | 山下友弘 有原由良   | 加藤敏幸          | 加藤敏幸          | 宇佐美皓一                   |
| 第二十幕   | 再見、尤珍妮           | さよなら、ユージェニー             | 高橋ナツコ 有原由良 | 窪岡俊之          | 窪岡俊之          | 熊膳貴志                     |
| 第二十一幕 | 貴公子的真面目         | 貴公子の正体                       | 神山修一 有原由良   | 中山勝一          | 中山勝一          | 濱川修二郎                   |
| 第二十二幕 | 反擊                   | 逆襲                               | 山下友弘 有原由良   | 福田道生          | 山田弘和          | Kim Dong-joon                |
| 第二十三幕 | 愛德蒙・唐泰森         | エドモン・ダンテス                 | 有原由良            | 前田真宏          | 和田高明          | 和田高明                     |
| 第二十四幕 | 海邊                   | 渚にて                             | 有原由良            | 前田真宏          | 前田真宏 市村徹夫 | 鈴木俊二                     |

## 外部連結
- （日語）巖窟王官網
- （日語）巖窟王官方blog （页面存档备份，存于）
- （日語）Animax's website for Gankutsuō
- （英文）巖窟王在動畫新聞網的百科全书中的资料

| 日本 朝日電視台 星期二 深夜檔 | 日本 朝日電視台 星期二 深夜檔 | 日本 朝日電視台 星期二 深夜檔 |
| ----------------------------- | ----------------------------- | ----------------------------- |
|                               | 巖窟王                        |                               |
| 爆裂天使                      | 草莓100%                      |                               |